# 后见之明偏误
后见之明偏误（英語：hindsight bias），或称后视偏差，指当人们得知某一事件结果后，誇大原先对这一事件的猜测的倾向，俗语称“事后诸葛”或“事後孔明”。 后视偏差是「认为我们可以预测已经发生的事情而实际上我们并不能预测」的心理趋势。 后视偏差产生的原因是，仅阅读对结果的描述会使我们想到许多我们支持该结果的案例，因此使它们看起来可信。
后见之明偏见的一个基本的例子是，在知道一个不可预见事件的结果后，一个人相信自己“早就知道结果会这样”。后见之明的偏见可能导致记忆失真，回忆与重建内容时产生错误的理论成果。
它可能隐藏在实验的多方面问题上，比如设计、材料、测量方法上。后见之明偏误可能导致记忆扭曲，回忆和复原时产生错误理论。据报，后见之明偏误是实验研究中分析、理解、解读结果的严重方法问题。例子还有，历史著作中对战役结果的描述、医生对临床试验的回顾和司法系统对事故责任和可预测性的判定，還有沉迷於賭博的人們。因而過度高估自己的預測能力，雖然對人類日常生活影響不大，可能只是增加了成見，但如果在法庭上的供詞如果出現記憶偏差，就會影響口供的證據與判決，因而許多腦科學家專門研究此現象，以求減少生因性的影響成分。

## 历史
1970年代，当后见之明偏误（英語：hindsight bias）命名如此且在Baruch Fischhoff心理学研究中出现时其实并不是新概念。在此之前，已经有很多历史学家、哲学家和医生提出这个概念。1973年，心理学系毕业生巴鲁克·菲施霍夫参加了一场研讨会，其中Paul E. Meehl观察到，临床医生在会议案例时过高估计自己的先见之明，觉得“始终都知道”。

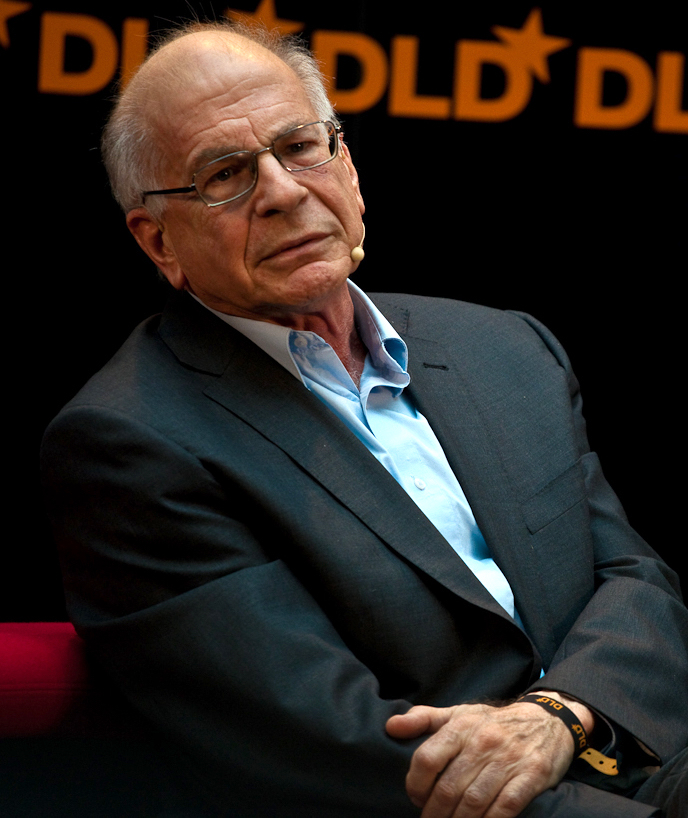
丹尼尔·卡内曼

1970年代早期，心理学研究中很大部分是阿摩司·特沃斯基和丹尼尔·卡内曼引领的对启发法的研究。特沃斯和基卡内曼发现的可得性启发法和代表性启发法对后见之明偏误的发展有直接关系。对两种启发法的探索中，他们设计的第一个实验直接测试了后见之明偏误。他们在尼克松访问北京和莫斯科前要求参与者判断几项达成成果的可能性；尼克松回国后，有要求他们回忆自己之前的选择。后来作出的选择更接近事实。这项研究常在解释后见之明偏误时提起，论文的标题“我早就知道会发生”可能促成了后见之明偏误的另一种说法“始终都知道”（英語：knew it all along）假说的产生。
1975年，菲施霍夫发明了另一种方法研究后见之明偏误，那时他把这种现象称为"creeping determinism hypothesis"。这种方法设计给参与者一则短篇故事，与四种结果的选项，选项之一是对的，要求他们评估四种选项的可能性； 参与者通常在被告四种选项中任意一种是正确后（不管是否真的正确）， 参与者通常会给此选项较高的评估。  此种方法仍被用于心理学和行为学对后见之明偏误不同方面的研究。后见之明偏误的研究发展到今天，对很多实际用途而且仍在研究的前沿。近年的研究研究了偏误与年龄的关系、对冲突和混乱的效果以及对银行业和投资策略的影响。

## 解釋生活現象
對於純粹的機率問題，後見之明偏誤會影響人的判斷力，例如在判定彩票號碼上，認定開獎按照某種固定規律而產生。實際上在數學上只要母數夠大，由巧合不斷發生相同規律的現象，並不是很特別的結果。